# 最後の勝利に向かって前へ
最後の勝利に向かって前へ(さいごのしょうりにむかってまえへ、朝鮮語: 최후의 승리를 향하여 앞으로)は、北朝鮮の楽曲である。
尹斗根が作詞し、金文革が作曲した。2012年7月発表。

## 概要
歌詞は、金日成生誕100年を記念した観兵式の際に行われた金正恩の演説『先軍の旗を高く掲げ最後の勝利に向けて力強く戦って行こう』の一節からとられている。種別としては金正恩を称える歌に入るが、金本人の名が言及されたことはない。
北朝鮮の政治的理念の一つである強盛大国を色濃く反映した内容となっている。